# 伊万诺-弗兰科夫斯克区
伊万诺-弗兰基夫斯克区（烏克蘭語：Івано-Франківський район；又按俄语名译为伊万诺-弗兰科夫斯克区）是乌克兰伊万诺-弗兰基夫斯克州中北部的一个区，與利維夫州、特諾皮爾州接壤，行政中心设于伊万诺-弗兰基夫斯克，該市也是同名州的行政中心，面积为3,910平方公里，人口数量为558,130人（2021年估计），是該州人口最多的區。

## 历史
2020年7月18日乌克兰實施行政区重劃，伊万诺-弗兰基夫斯克州14個區與6個市整併為6个区，原博霍羅恰內區、哈利奇區、羅哈廷區、特盧馬奇區、特斯梅尼察區，以及伊万诺-弗兰基夫斯克和布爾什滕两市镇合并成新的伊万诺-弗兰基夫斯克区。

## 行政区划
伊万诺-弗兰基夫斯克区下分为20个市镇，以下依市鎮人口由多到少排列：

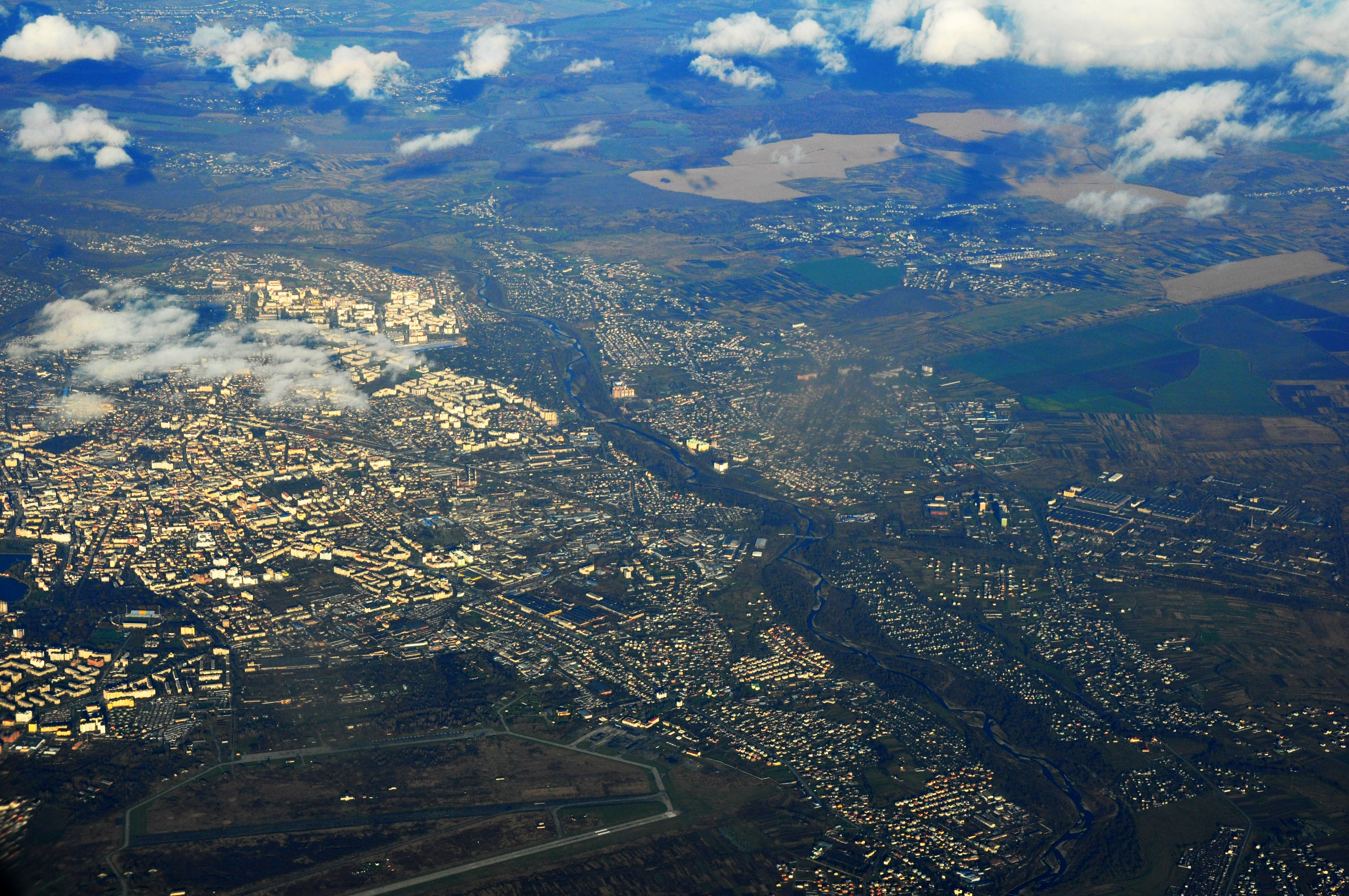
伊万诺-弗兰基夫斯克市鎮（烏克蘭語：Івано-Франківська міська громада）
- 羅哈廷市鎮（烏克蘭語：Рогатинська міська громада）
- 特斯梅尼察市鎮（烏克蘭語：Тисменицька міська громада）
- 博霍羅恰內市鎮（烏克蘭語：Богородчанська селищна громада）
- 特盧馬奇市鎮（烏克蘭語：Тлумацька міська громада）
- 索洛特溫市鎮（烏克蘭語：Солотвинська селищна громада (Івано-Франківська область)）
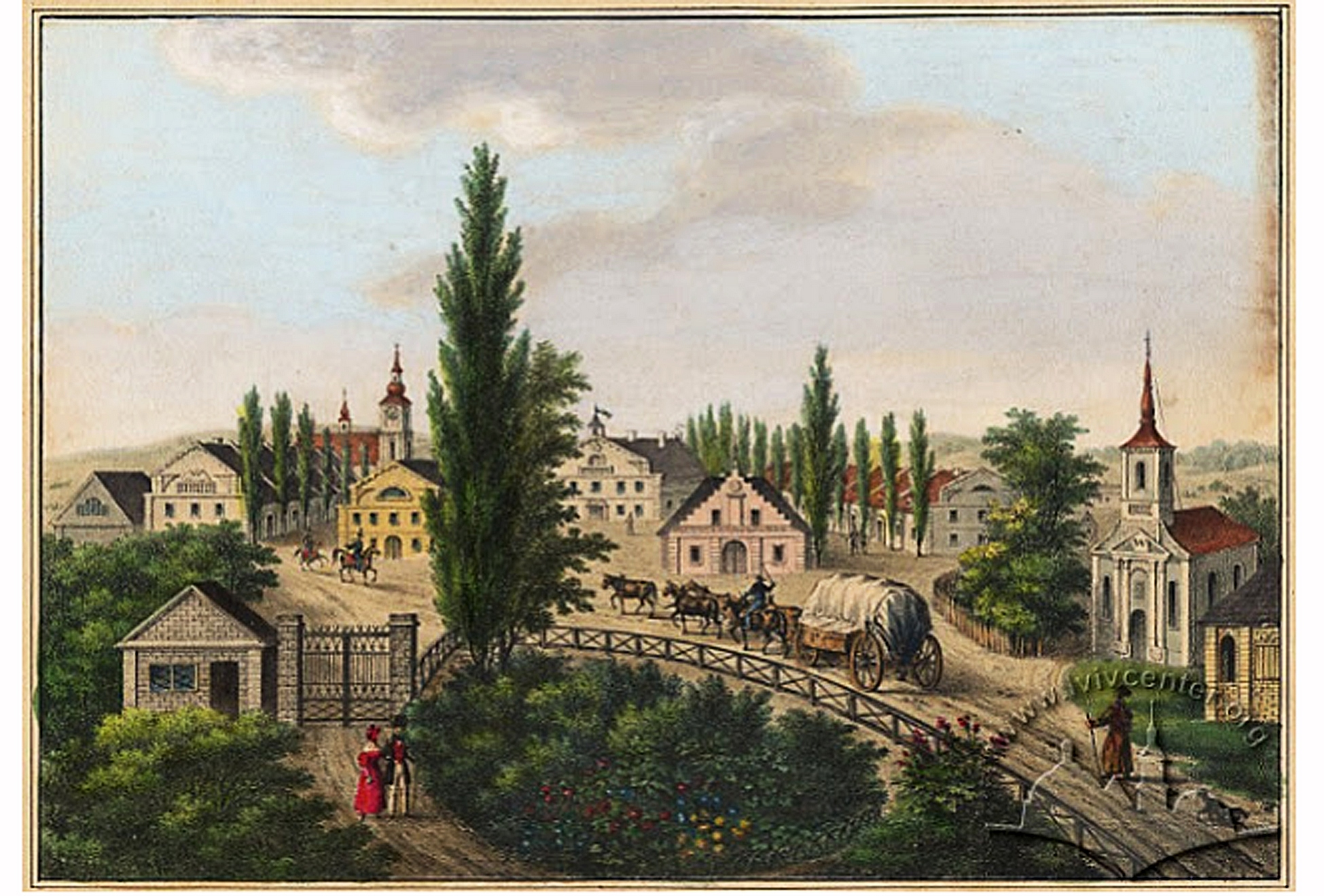
布爾什滕市鎮（烏克蘭語：Бурштинська міська громада）
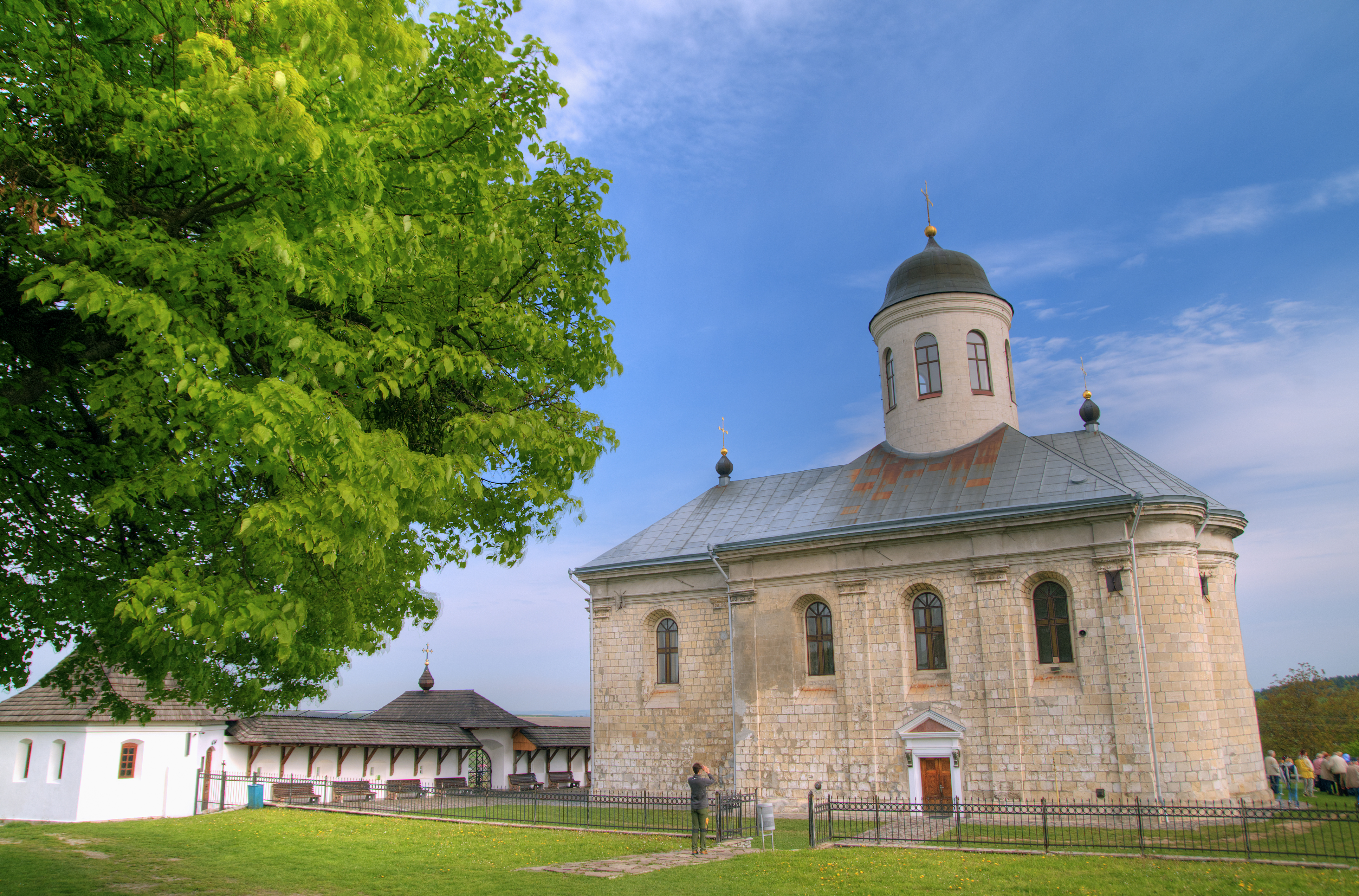
哈利奇
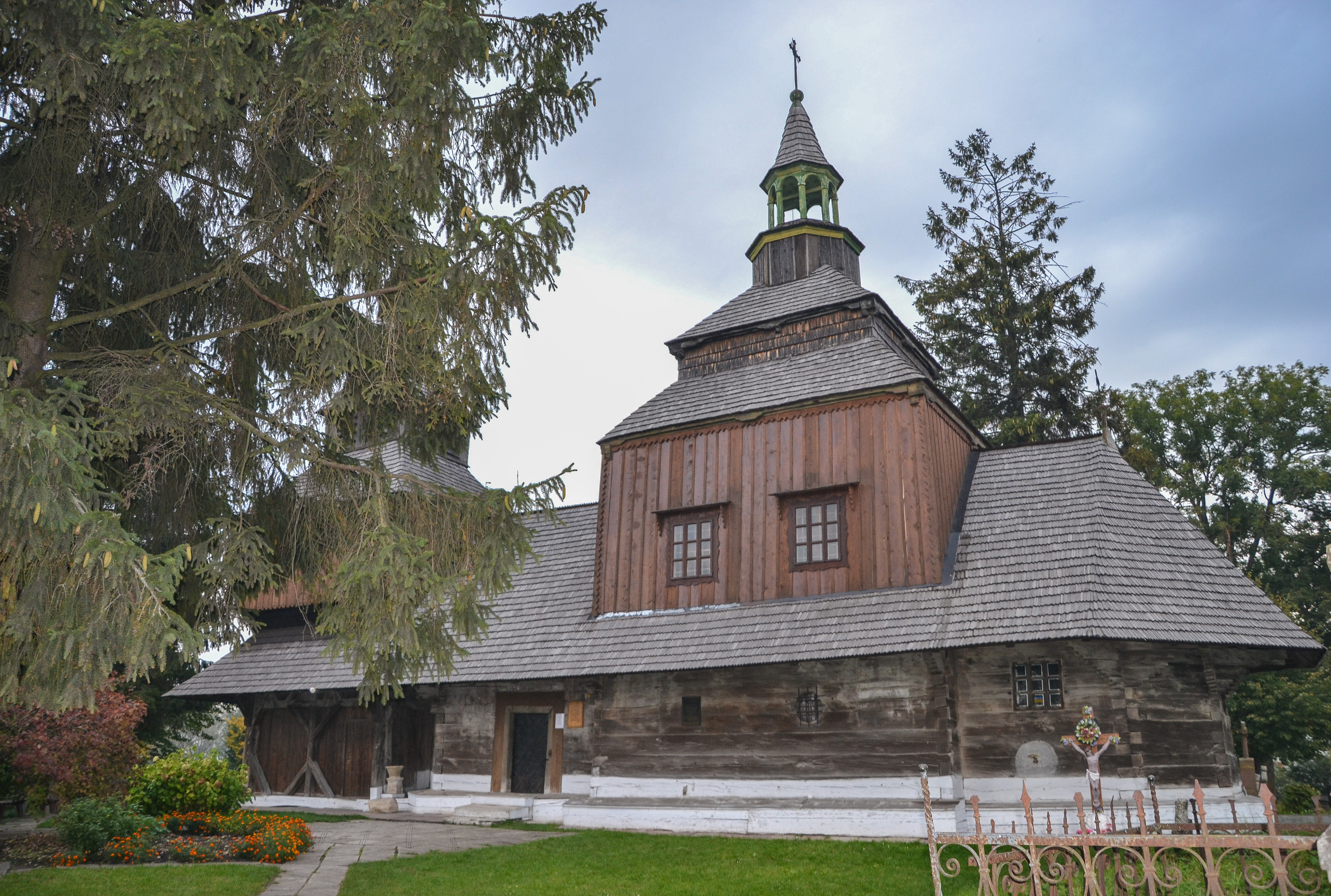
羅哈廷
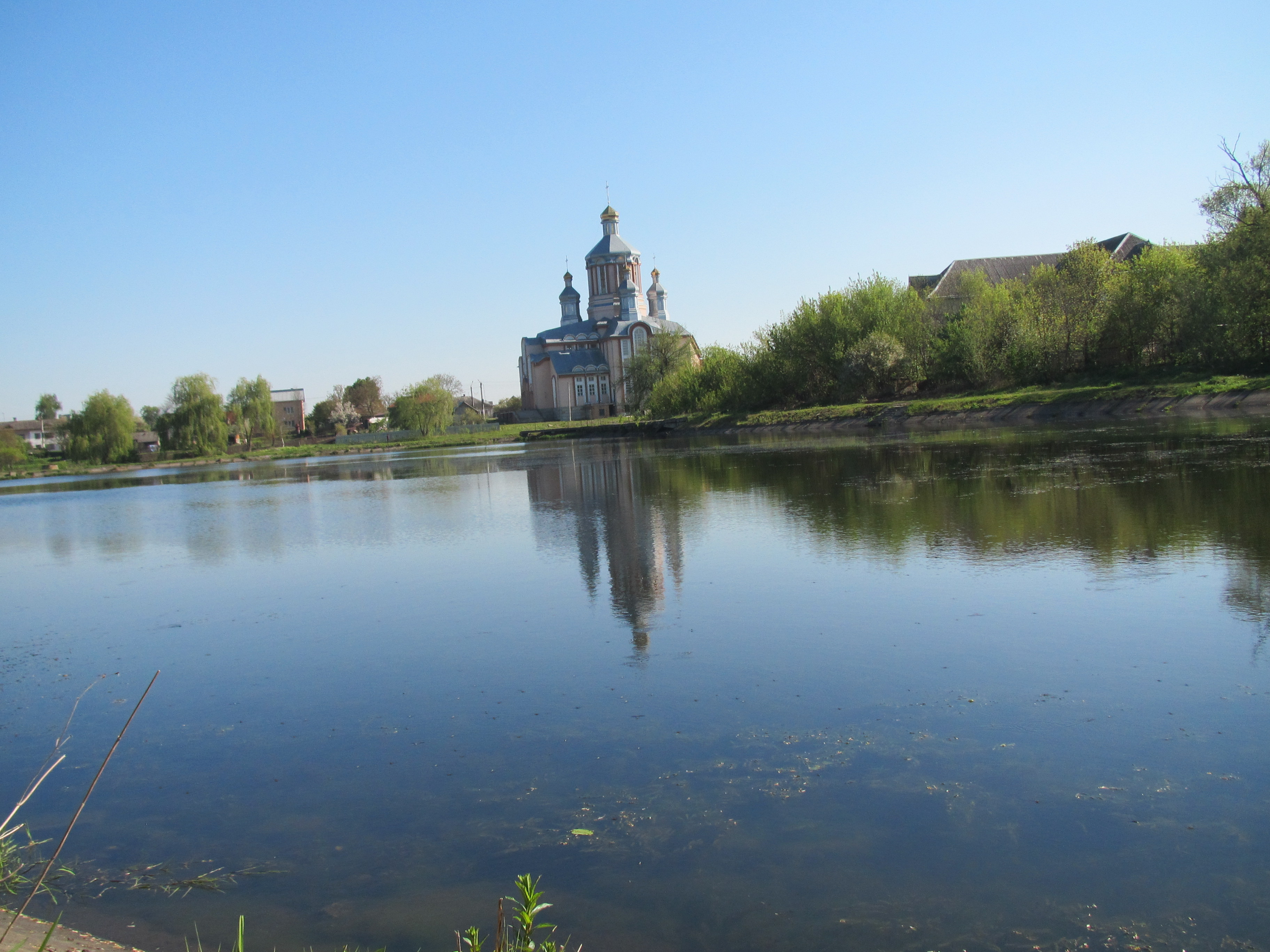
特斯梅尼察

- 哈利奇市鎮（烏克蘭語：Галицька міська громада）
- 亞姆尼察市鎮（烏克蘭語：Ямницька сільська громада）
- 奧貝爾廷市鎮（烏克蘭語：Обертинська селищна громада）
- 奧萊沙市鎮（烏克蘭語：Олешанська сільська громада）
- 茲維尼亞奇市鎮（烏克蘭語：Дзвиняцька сільська громада）
- 比利希夫齊市鎮（烏克蘭語：Більшівцівська селищна громада）
- 叶祖皮尔市鎮（烏克蘭語：Єзупільська селищна громада）
- 杜比夫齊市鎮（烏克蘭語：Дубовецька сільська громада）
- 利塞茨市鎮（烏克蘭語：Лисецька селищна громада）
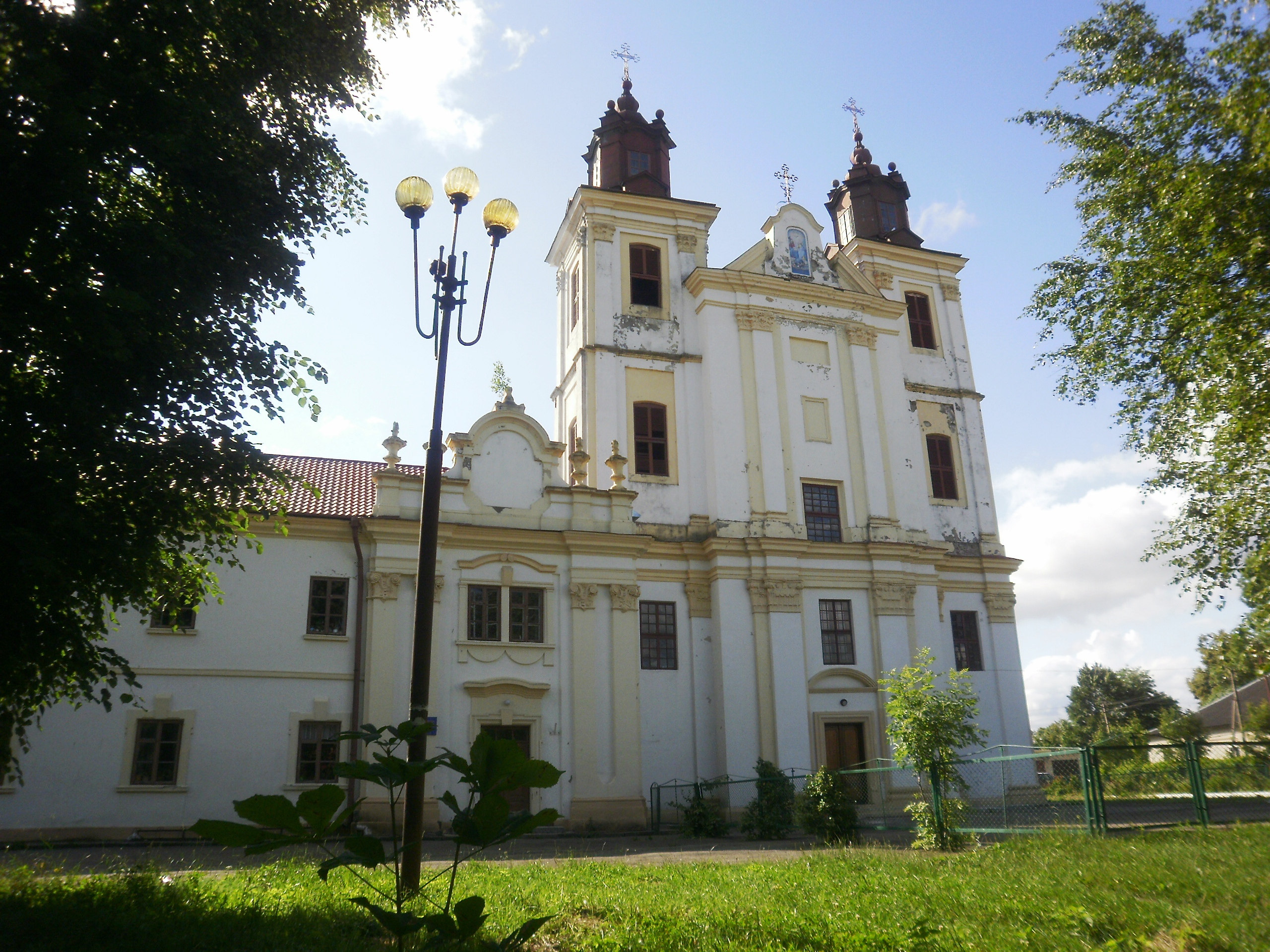
舊博霍羅恰內市鎮（烏克蘭語：Старобогородчанська сільська громада）
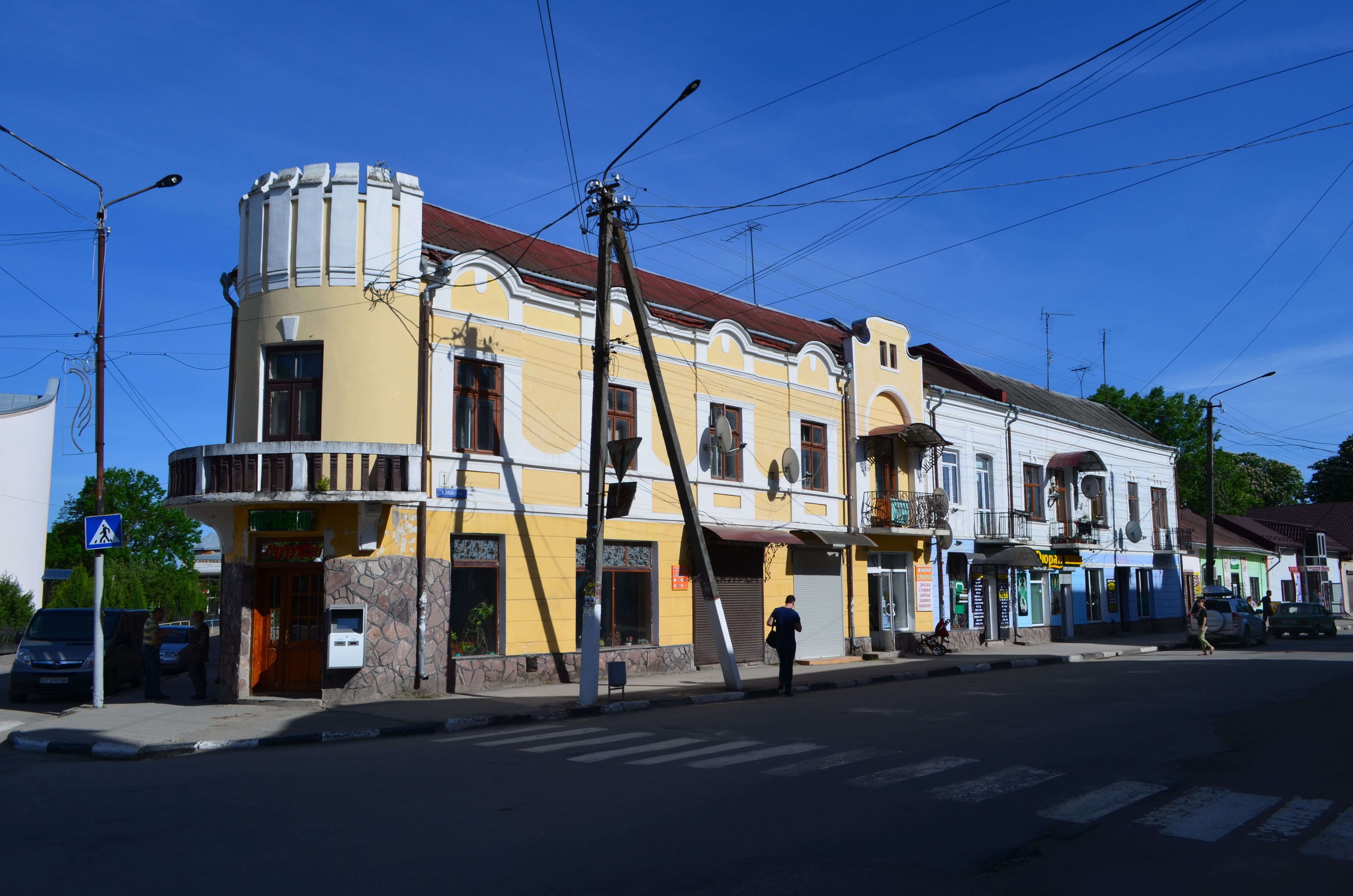
扎赫維茲佳市鎮（烏克蘭語：Загвіздянська сільська громада）
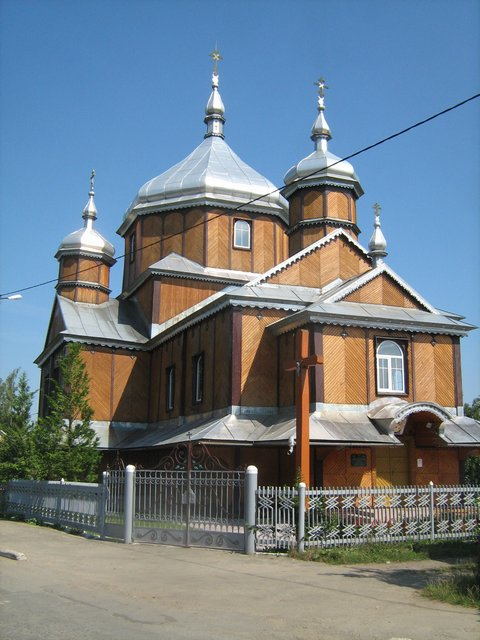
布卡奇夫齊市鎮（烏克蘭語：Букачівська селищна громада）
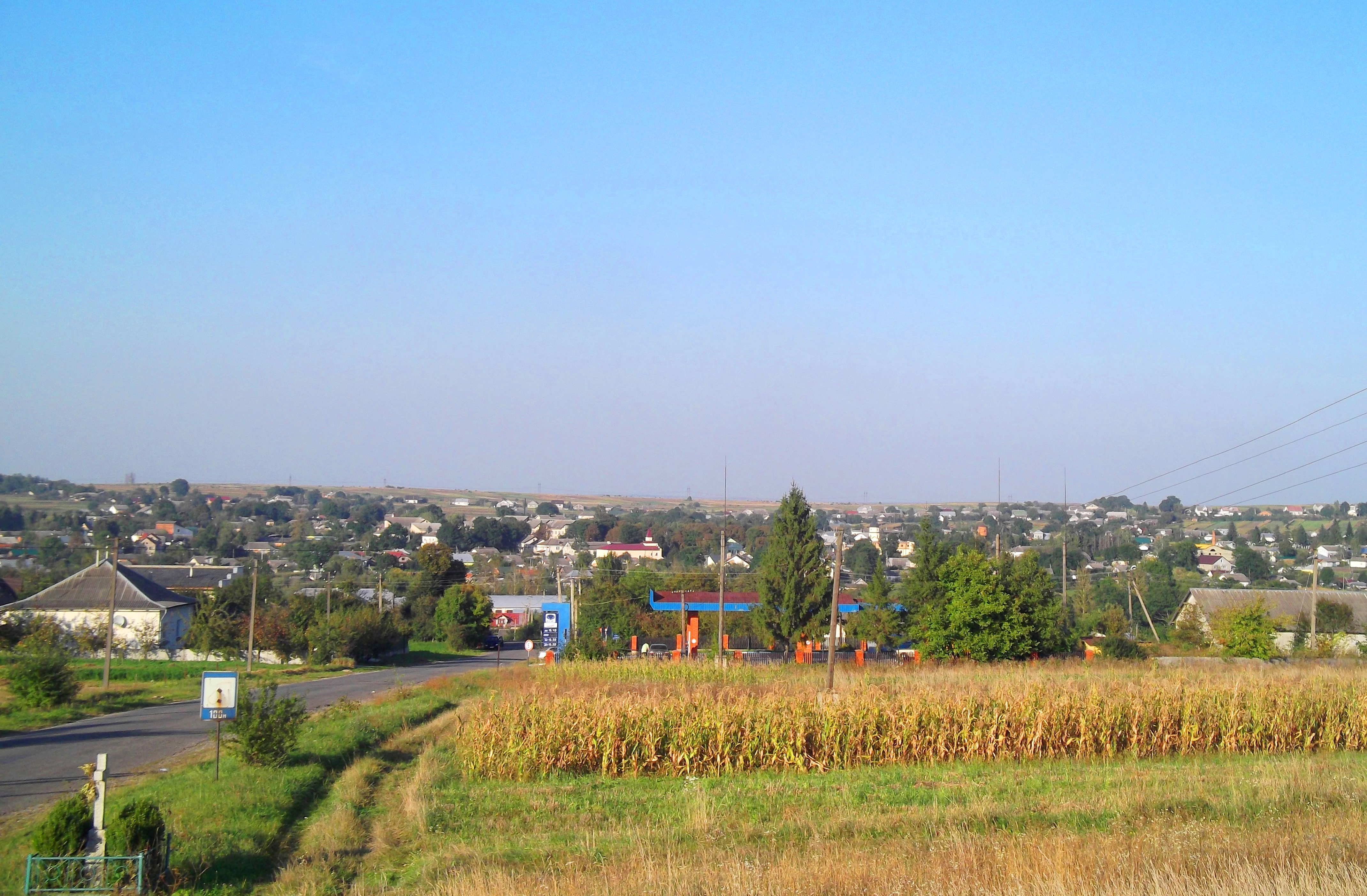
烏赫里尼夫市鎮（烏克蘭語：Угринівська сільська громада）

- 伊万诺-弗兰基夫斯克
- 布爾什滕
- 哈利奇
- 羅哈廷
- 特斯梅尼察
- 博霍羅恰內
- 特盧馬奇
- 索洛特溫
- 奧貝爾廷